# Erik Nash
Erik Nash (Estados Unidos, 21 de dezembro de 1959) é um especialista em efeitos especiais americano. Como reconhecimento, foi nomeado ao Oscar 2014 na categoria de Melhores Efeitos Visuais por Iron Man 3.